# Список глав Оранжевого Свободного Государства
Список глав Оранжевого Свободного Государства включает лиц, возглавлявших независимое бурское государство с момента передачи управления над британской территорией Оранжевой реки Временному правительству республики 24 февраля 1854 года до ликвидации государства 31 мая 1902 года в соответствии с Феринихингским мирным договором, завершившим вторую англо-бурскую войну.
Первоначально высшей государственной должностью был президент Временного правительства. 10 апреля 1854 года Волксрад (Народный совет), председателю которого перешли соответствующие полномочия, утвердил конституцию республики, в соответствии с которой государственным президентом (должность главы государства) был избран Йосиас Филиппюс Хоффман. В ходе второй англо-бурской войны 1899—1902 годов суверенитет бурской республики был утрачен. По результатам войны создана британская колония Оранжевой реки.

## Список
Курсивом и серым цветом выделены даты начала и окончания полномочий лиц, временно замещавших Йоханнеса Хенрикюса Бранда в период его отсутствия в стране.
|                                                | Портрет                                                                   | Имя (годы жизни)                                                         | Полномочия       | Полномочия | Наименование должности | Пр.    |
| Начало                                         | Портрет                                                                   | Имя (годы жизни)                                                         | Окончание        | | Наименование должности | Пр.    |
| ---------------------------------------------- | ------------------------------------------------------------------------- | ------------------------------------------------------------------------ | ---------------- | --- | --- | ------ |
| —                                              |                                                                           | Йосиас Филиппюс Хоффман (1807—1879) нидерл. Josias Philippus Hoffman     | 24 февраля 1854  | 29 марта 1854 | Президент Временного правительства нидерл. President van het Provisioneel Gouvernement                                                           | [ 5 ]  |
| —                                              | 29 марта 1854                                                             | Йосиас Филиппюс Хоффман (1807—1879) нидерл. Josias Philippus Hoffman     | 15 апреля 1854   | Председатель Волксрада нидерл. Voorzitter van het Volksraad                                                                                      | | [ 5 ]  |
| и. о.                                          | 15 апреля 1854                                                            | Йосиас Филиппюс Хоффман (1807—1879) нидерл. Josias Philippus Hoffman     | 13 сентября 1854 | Исполняющий обязанности Государственного президента нидерл. Fungerend Staatspresident                                                            | | [ 5 ]  |
| 1                                              | 13 сентября 1854                                                          | Йосиас Филиппюс Хоффман (1807—1879) нидерл. Josias Philippus Hoffman     | 10 февраля 1855  | Государственный президент нидерл. Staatspresident                                                                                                | | [ 5 ]  |
| и. о.                                          |                                                                           | Якобюс Йоханнес Вентер (1814—1889) нидерл. Jacobus Johannes Venter       | 10 февраля 1855  | 15 февраля 1855 | Временный Государственный президент нидерл. Provisioneel Staatspresident                                                                         | [ 6 ]  |
| и. о.                                          | 15 февраля 1855                                                           | Якобюс Йоханнес Вентер (1814—1889) нидерл. Jacobus Johannes Venter       | 27 августа 1855  | Председатель Исполнительной комиссии нидерл. Voorzitter der Uitvoerende Commissie                                                                | | [ 6 ]  |
| 2                                              |                                                                           | Якобюс Николас Босхофф (1808—1881) нидерл. Jacobus Nicolaas Boshoff      | 27 августа 1855  | 6 сентября 1859 | Государственный президент Оранжевого Свободного Государства нидерл. Staatspresident van den Oranjevrijstaat                                      | [ 7 ]  |
| и. о.                                          |                                                                           | Эсайас Рейнир Снейман (1822—1884) нидерл. Esaias Reynier Snijman         | 6 сентября 1859  | 8 февраля 1860 | Исполняющий обязанности Государственного президента Оранжевого Свободного Государства нидерл. Agerend Staatspresident van den Oranjevrijstaat    | [ 3 ]  |
| 3                                              |                                                                           | Мартинюс Вессел Преториус (1819—1901) нидерл. Marthinus Wessel Pretorius | 8 февраля 1860   | 17 июня 1863 | Государственный президент Оранжевого Свободного Государства нидерл. Staatspresident van den Oranjevrijstaat                                      | [ 8 ]  |
| С 17 по 20 июня 1863 года — должность вакантна |                                                                           |                                                                          |                  | | |        |
| и. о.                                          |                                                                           | Якобюс Йоханнес Вентер (1814—1889) нидерл. Jacobus Johannes Venter       | 20 июня 1863     | 2 февраля 1864 | Исполняющий обязанности Государственного президента Оранжевого Свободного Государства нидерл. Fungerend Staatspresident van den Oranjevrijstaat  | [ 6 ]  |
| 4 (I—V)                                        |                                                                           | Йоханнес Хенрикюс Бранд (1823—1888) нидерл. Johannes Hendricus Brand     | 2 февраля 1864   | 14 июля 1888 | Государственный президент Оранжевого Свободного Государства нидерл. Staatspresident van den Oranjevrijstaat                                      | [ 9 ]  |
| и. о.                                          |                                                                           | Фридрих Кауфманн Хохне (1831—1879) нидерл. Friedrich Kaufmann Höhne      | 31 августа 1872  | 4 октября 1872 | Исполняющий обязанности Государственного президента Оранжевого Свободного Государства нидерл. Waarnemend Staatspresident van den Oranjevrijstaat | [ 3 ]  |
| и. о.                                          |                                                                           | Виллиам Колинс (1803—1876) нидерл. William Collins                       | 4 октября 1872   | 16 июня 1873 | Член Исполнительного комитета нидерл. Lid van het Uitvoerend Comité                                                                              | [ 3 ]  |
| и. о.                                          | Питер Фридрих Схнехаге (1811—1888) нидерл. Friedrich Pieter Schnehage     |                                                                          | 4 октября 1872   | 16 июня 1873 | Член Исполнительного комитета нидерл. Lid van het Uitvoerend Comité                                                                              | [ 3 ]  |
| и. о.                                          | Герхардюс Йоханнес дю Тойт (1817—1899) нидерл. Gerhardus Johannes du Toit |                                                                          | 4 октября 1872   | 16 июня 1873 | Член Исполнительного комитета нидерл. Lid van het Uitvoerend Comité                                                                              | [ 3 ]  |
| и. о.                                          |                                                                           | Питер Йеремиас Блигнаут (1841—1909) нидерл. Pieter Jeremias Blignaut     | 14 июля 1888     | 21 августа 1888 | Председатель Исполнительного совета нидерл. Voorzitter van den Uitvoerenden Raad                                                                 | [ 10 ] |
| и. о.                                          | 21 августа 1888                                                           | Питер Йеремиас Блигнаут (1841—1909) нидерл. Pieter Jeremias Blignaut     | 10 января 1889   | Исполняющий обязанности Государственного президента Оранжевого Свободного Государства нидерл. Waarnemend Staatspresident van den Oranjevrijstaat | | [ 10 ] |
| 5 (I—II)                                       |                                                                           | Франкис Виллиам Рейтз (1844—1934) нидерл. Francis William Reitz          | 10 января 1889   | 11 декабря 1895 | Государственный президент Оранжевого Свободного Государства нидерл. Staatspresident van den Oranjevrijstaat                                      | [ 11 ] |
| и. о.                                          |                                                                           | Питер Йеремиас Блигнаут (1841—1909) нидерл. Pieter Jeremias Blignaut     | 11 декабря 1895  | 4 марта 1896 | Исполняющий обязанности Государственного президента Оранжевого Свободного Государства нидерл. Waarnemend Staatspresident van den Oranjevrijstaat | [ 10 ] |
| 6                                              |                                                                           | Мартинюс Тёнис Стейн (1857—1916) нидерл. Marthinus Theunis Steyn         | 4 марта 1896     | 31 мая 1902 | Государственный президент Оранжевого Свободного Государства нидерл. Staatspresident van den Oranjevrijstaat                                      | [ 12 ] |